# Zygmunt Wilkoński
Zygmunt Wilkoński (ur. 20 maja 1832 w Stołężynie, zm. 24 grudnia 1882 w Rąbinie, obecnie dzielnicy Inowrocławia) – polski przedsiębiorca i prawnik. Założyciel uzdrowiska "Solanki Inowrocławskie" i twórca pierwszej na Kujawach cukrowni w Janikowie.

## Życiorys
Urodził się na Pałukach. Uczył się w poznańskich gimnazjach. Egzamin dojrzałości zdał we Wrocławiu. Studiował prawo na uniwersytetach w Berlinie i Wrocławiu, gdzie obronił pracę doktorską. Pracował w sądach apelacyjnych w Poznaniu i Bydgoszczy oraz w Sądzie Powiatowym w Inowrocławiu, z którego został zwolniony dyscyplinarnie z powodu polskiej narodowości. W 1875 roku założył pierwszą na Kujawach cukrownię w Janikowie oraz uzdrowisko "Solanki Inowrocławskie". Ostatnie dziesięć lat spędził w Rąbinie (obecnie część Inowrocławia), gdzie zmarł z powodu długiej choroby.

## Upamiętnienie
Zygmunt Wilkoński ma swój pomnik na terenie uzdrowiska "Solanki", a jego nazwisko noszą ulice w Janikowie i Inowrocławiu. Jest także patronem inowrocławskiej Szkoły Podstawowej nr 14.